# Rigatoni con la pajata
I rigatoni con la pajata o rigatoni con la pagliata sono un piatto italiano tradizionale della cucina romana.

## Preparazione
Questa specialità prende il nome dalla pajata, che indica l'intestino di un vitello non svezzato, cioè alimentato solo con il latte materno. Per la preparazione del piatto l'intestino dell'animale viene lavato e pulito (il chimo non viene però rimosso) e tagliato in pezzi lunghi 20/25 cm che vengono successivamente legati insieme con un filo. Una volta cotto, il caglio enzimatico dell'intestino a contatto con il calore coagula creando una sorta di salsa densa, cremosa e simile al formaggio. Il siffatto sugo viene poi servito con la salsa di pomodoro e i rigatoni.